# Kūaliʻi
Kūaliʻi (puno ime: Kūaliʻi Kunuiakea Kuikealaikauaokalani) bio je havajski poglavica, 19. kralj otoka Oahua i 20. vladar Kauaija. Poznat je po zakonu kojim je naredio ribarima da hrane strance. Njegovo je najduže ime bilo Kualiʻilanipipililanioakaiakunuiakealuanuʻuokuiʻialiʻiʻikahalau.

## Životopis
Kūaliʻi je bio sin kralja Kauakahiakahoowahe i njegove supruge Mahulue te unuk Kahoowahaokalanija i njegove žene Kawelolauhuki. Vjerojatno nije imao braće i sestara.
Rođen je u Kalapawaiju. Tijekom mladosti je živio u Kailui. Smatran je svetim, a svetost je "naslijedio" od jednog pretka.
Naslijedio je svojeg oca na prijestolju Oahua i napao otok Havaji dok je njime vladala kraljica Keakealaniwahine.
Postoji mnogo tajni u vezi ovog vladara, a jedna je kako je uspio postati vladar Kauaija.
Njegovi su sinovi bili Kapiʻiohookalani (njegov nasljednik), Peleʻioholani (kralj Oahua i Molokaija), a imao je i kćeri Kukuiaimakalani i Kapionuilanilalahai.
Umro je veoma star u Kailui.